# Hobart International
Hobart International este un turneu de tenis profesionist pentru femei, care se desfășoară la Centrul Internațional de Tenis Hobart din Hobart, Australia. Prima edițe a avut loc în 1994, face parte din Turneul Asociației Femeilor de Tenis (WTA) și este clasificat ca turneu internațional (anterior Nivelul IV). Se desfășoară pe terenuri dure în aer liber,  în perioada premergătoare primului turneu de Grand Slam al anului, Australian Open.

## Rezultate

### Simplu
| An         | Campioană                              | Finalistă                              | Scor                                   |
| ---------- | -------------------------------------- | -------------------------------------- | -------------------------------------- |
| 1994       | Mana Endo                              | Rachel McQuillan                       | 6–1, 6–7 (1–7), 6–4                    |
| 1995       | Leila Meskhi                           | Li Fang                                | 6–2, 6–3                               |
| 1996       | Julie Halard-Decugis                   | Mana Endo                              | 6–1, 6–2                               |
| 1997       | Dominique van Roost                    | Marianne Werdel Witmeyer               | 6–3, 6–3                               |
| 1998       | Patty Schnyder                         | Dominique van Roost                    | 6–3, 6–2                               |
| 1999       | Chanda Rubin                           | Rita Grande                            | 6–2, 6–3                               |
| 2000       | Kim Clijsters                          | Chanda Rubin                           | 2–6, 6–2, 6–2                          |
| 2001       | Rita Grande                            | Jennifer Hopkins                       | 0–6, 6–3, 6–3                          |
| 2002       | Martina Suchá                          | Anabel Medina Garrigues                | 7–6 (9–7), 6–1                         |
| 2003       | Alicia Molik                           | Amy Frazier                            | 6–2, 4–6, 6–4                          |
| 2004       | Amy Frazier                            | Shinobu Asagoe                         | 6–3, 6–3                               |
| 2005       | Zheng Jie                              | Gisela Dulko                           | 6–2, 6–0                               |
| 2006       | Michaëlla Krajicek                     | Iveta Benešová                         | 6–2, 6–1                               |
| 2007       | Anna Chakvetadze                       | Vasilisa Bardina                       | 6–3, 7–6 (7–3)                         |
| 2008       | Eleni Daniilidou                       | Vera Zvonareva                         | walkover                               |
| 2009       | Petra Kvitová                          | Iveta Benešová                         | 7–5, 6–1                               |
| 2010       | Alona Bondarenko                       | Shahar Pe'er                           | 6–2, 6–4                               |
| 2011       | Jarmila Groth                          | Bethanie Mattek-Sands                  | 6–4, 6–3                               |
| 2012       | Mona Barthel                           | Yanina Wickmayer                       | 6–1, 6–2                               |
| 2013       | Elena Vesnina                          | Mona Barthel                           | 6–3, 6–4                               |
| 2014       | Garbiñe Muguruza                       | Klára Zakopalová                       | 6–4, 6–0                               |
| 2015       | Heather Watson                         | Madison Brengle                        | 6–3, 6–4                               |
| 2016       | Alizé Cornet                           | Eugenie Bouchard                       | 6–1, 6–2                               |
| 2017       | Elise Mertens                          | Monica Niculescu                       | 6–3, 6–1                               |
| 2018       | Elise Mertens (2)                      | Mihaela Buzărnescu                     | 6–1, 4–6, 6–3                          |
| 2019       | Sofia Kenin                            | Anna Karolína Schmiedlová              | 6–3, 6–0                               |
| 2020       | Elena Rîbakina                         | Zhang Shuai                            | 7–6(9–7), 6–3                          |
| 2021- 2022 | Anulat din cauza pandemiei de COVID-19 | Anulat din cauza pandemiei de COVID-19 | Anulat din cauza pandemiei de COVID-19 |
| 2023       | Lauren Davis                           | Elisabetta Cocciaretto                 | 7–6(7–0), 6–2                          |
| 2024       | Emma Navarro                           | Elise Mertens                          | 6–1, 4–6, 7–5                          |
| 2025       | McCartney Kessler                      | Elise Mertens                          | 6–4, 3–6, 6–0                          |

### Dublu
| An         | Campioane                                          | Finaliste                                      | Scor                                   |
| ---------- | -------------------------------------------------- | ---------------------------------------------- | -------------------------------------- |
| 1994       | Linda Wild Chanda Rubin                            | Jenny Byrne Rachel McQuillan                   | 7–5, 4–6, 7–6(7–1)                     |
| 1995       | Kyōko Nagatsuka Ai Sugiyama                        | Manon Bollegraf Larisa Neiland                 | 2–6, 6–4, 6–2                          |
| 1996       | Yayuk Basuki Kyōko Nagatsuka (2)                   | Kerry-Anne Guse Park Sung-hee                  | 7–6(9–7), 6–3                          |
| 1997       | Naoko Kijimuta Nana Miyagi                         | Barbara Rittner Dominique Monami               | 6–3, 6–1                               |
| 1998       | Virginia Ruano Pascual Paola Suárez                | Julie Halard-Decugis Janette Husárová          | 7–6(8–6), 6–3                          |
| 1999       | Mariaan de Swardt Elena Tatarkova                  | Alexia Dechaume-Balleret Émilie Loit           | 6–2, 6–2                               |
| 2000       | Rita Grande Émilie Loit                            | Kim Clijsters Alicia Molik                     | 6–2, 2–6, 6–3                          |
| 2001       | Cara Black Elena Likhovtseva                       | Ruxandra Dragomir Virginia Ruano Pascual       | 6–4, 6–1                               |
| 2002       | Tathiana Garbin Rita Grande (2)                    | Catherine Barclay-Reitz Christina Wheeler      | 6–2, 7–6(7–3)                          |
| 2003       | Cara Black (2) Elena Likhovtseva (2)               | Barbara Schett Patricia Wartusch               | 7–5, 7–6(7–1)                          |
| 2004       | Shinobu Asagoe Seiko Okamoto                       | Els Callens Barbara Schett                     | 2–6, 6–4, 6–3                          |
| 2005       | Yan Zi Zheng Jie                                   | Anabel Medina Garrigues Dinara Safina          | 6–4, 7–5                               |
| 2006       | Émilie Loit (2) Nicole Pratt                       | Jill Craybas Jelena Kostanić                   | 6–2, 6–1                               |
| 2007       | Elena Likhovtseva (3) Elena Vesnina                | Anabel Medina Garrigues Virginia Ruano Pascual | 2–6, 6–1, 6–2                          |
| 2008       | Anabel Medina Garrigues Virginia Ruano Pascual (2) | Eleni Daniilidou Jasmin Wöhr                   | 6–2, 6–4                               |
| 2009       | Gisela Dulko Flavia Pennetta                       | Alona Bondarenko Kateryna Bondarenko           | 6–2, 7–6(7–4)                          |
| 2010       | Chuang Chia-jung Květa Peschke                     | Chan Yung-jan Monica Niculescu                 | 3–6, 6–3, [10–7]                       |
| 2011       | Sara Errani Roberta Vinci                          | Kateryna Bondarenko Līga Dekmeijere            | 6–3, 7–5                               |
| 2012       | Irina-Camelia Begu Monica Niculescu                | Chuang Chia-jung Marina Erakovic               | 6–7(4–7), 7–6(7–4), [10–5]             |
| 2013       | Garbiñe Muguruza María Teresa Torró Flor           | Tímea Babos Mandy Minella                      | 6–3, 7–6(7–5)                          |
| 2014       | Monica Niculescu (2) Klára Zakopalová              | Lisa Raymond Zhang Shuai                       | 6–2, 6–7(5–7), [10–8]                  |
| 2015       | Kiki Bertens Johanna Larsson                       | Vitalia Diatchenko Monica Niculescu            | 7–5, 6–3                               |
| 2016       | Han Xinyun Christina McHale                        | Kimberly Birrell Jarmila Wolfe                 | 6–3, 6–0                               |
| 2017       | Raluca Olaru Olga Savchuk                          | Gabriela Dabrowski Yang Zhaoxuan               | 0–6, 6–4, [10–5]                       |
| 2018       | Elise Mertens Demi Schuurs                         | Lyudmyla Kichenok Makoto Ninomiya              | 6–2, 6–2                               |
| 2019       | Chan Hao-ching Latisha Chan                        | Kirsten Flipkens Johanna Larsson               | 6–3, 3–6, [10–6]                       |
| 2020       | Nadiia Kichenok Sania Mirza                        | Peng Shuai Zhang Shuai                         | 6–4, 6–4                               |
| 2021- 2022 | Anulat din cauza pandemiei de COVID-19             | Anulat din cauza pandemiei de COVID-19         | Anulat din cauza pandemiei de COVID-19 |
| 2023       | Kirsten Flipkens Laura Siegemund                   | Viktorija Golubic Panna Udvardy                | 6–4, 7–5                               |
| 2024       | Chan Hao-ching (2) Giuliana Olmos                  | Guo Hanyu Jiang Xinyu                          | 6–3, 6–3                               |
| 2025       | Jiang Xinyu Wu Fang-hsien                          | Monica Niculescu Fanny Stollár                 | 6–1, 7–6(8–6)                          |